# Rusaki (rejon stołpecki)
Rusaki (biał. Русакі, Rusaki; ros. Русаки, Rusaki) – wieś na Białorusi, w obwodzie mińskim, w rejonie stołpeckim, w sielsowiecie Rubieżewicze.

## Historia
W XIX i w początkach XX w. położone były w Rosji, w guberni mińskiej, w powiecie mińskim, w gminie Rubieżewicze.
W dwudziestoleciu międzywojennym leżały w Polsce, w województwie nowogródzkim, w powiecie stołpeckim, w gminie Rubieżewicze. W 1921 miejscowość liczyła 404 mieszkańców, zamieszkałych w 64 budynkach, w tym 391 Polaków, 8 Żydów, 1 Białorusina i 4 osoby innej narodowości. 391 mieszkańców było wyznania rzymskokatolickiego, 8 mojżeszowego i 5 prawosławnego.
Po II wojnie światowej w granicach Związku Sowieckiego. Od 1991 w niepodległej Białorusi.